# Магомедов, Тимур Гаджимагомеддибирович
Тимур Гаджимагомеддибирович Магомедов (1983) — российский театральный режиссёр. Директор Государственного республиканского русского драматического театра им. М. Горького в Махачкале. Автор и режиссёр популярных проектов в сфере шоу-бизнеса.

## Биография
Родился в 1983 году. В 2007 году окончил Махачкалинский институт финансов и права по специальности: «Экономист, финансы и кредит». С января 2014 года работает в Государственном республиканском русском драматическом театре им. М. Горького, который расположен в Махачкале. В 2014 году Министерство культуры Республики Дагестан поручило Тимуру Магомедову организовать и провести эстафету Олимпийского огня зимних Олимпийских игр на стадионе «Анжи Арена» в Каспийске. С 2015 года директор Русского театра. В 2017 году в рамках Дня Единства народов Дагестана являлся техническим директором официального закрытия празднования 2000-летия Дербента. Также в 2017 году проводил работу по подготовке и проведению празднования 160-летия Махачкалы. В 2018 году принимал участие в организации и проведении культурного блока Чемпионата Европы по спортивной борьбе в Каспийске. С 2017 по 2019 годы участвовал в организации и проведению Фестиваля культуры и спорта народов Кавказа. В 2019 году провел первый театральный форум. В том же 2019 году организовал первый международный фестиваль национальных театров. В 2021 году был инициатором и организатором северо-кавказского культурного форума. В сентябре - октябре 2023 года являлся одним из организаторов празднования 100-летнего юбилея Расула Гамзатова, которое прошло на сцене Русского театра

## Звания и награды
- Почётная грамота Правительства Республики Дагестан (2014)
- Благодарность Главы Республики Дагестан (2015)